# Kompani Orheim
Kompani Orheim (Engelse titel: The Orheim Company) is een Noorse dramafilm uit 2012.
De film werd geregisseerd door Arild Andresen op basis van de gelijknamige roman van Tore Renberg. Andresen schreef samen met Lars Gudmestad het scenario. Het is een prequel van twee eerdere films over het personage Jarle Klepp, Mannen som elsket Yngve uit 2008 en Jeg reiser alene uit 2011.

## Verhaal
De inmiddels volwassen Jarle Klepp denkt terug aan zijn jaren als tiener in de jaren 80 toen hij nog Orheim heette, de achternaam van zijn vader. Zijn tienerjaren waren niet altijd eenvoudig en de jonge Jarle vond een uitvlucht in muziek, meisjes en activisme.

## Rolverdeling
| Acteur                | Personage    | Opmerkingen          |
| --------------------- | ------------ | -------------------- |
| Vebjørn Enger         | Jarle Orheim | Jarle als kind       |
| Kristoffer Joner      | Terje Orheim |                      |
| Cecilie A. Mosli      | Sara Orheim  |                      |
| Glenn André Viste Bøe | Helge Ombo   |                      |
| Rolf Kristian Larsen  | Jarle Klepp  | Jarle als volwassene |
| Tone Beate Mostraum   | Ragnhild     |                      |
| Gretelill Tangen      | Else Klepp   |                      |
| Renate Reinsve        | Lene         |                      |

## Ontvangst
De film werd op het filmfestival van Göteborg uitgeroepen tot beste Noordse film en won een miljoen kroon prijzengeld. Noorse recensenten waren over het algemeen positief over de film.